# Martinskloster (Erfurt)

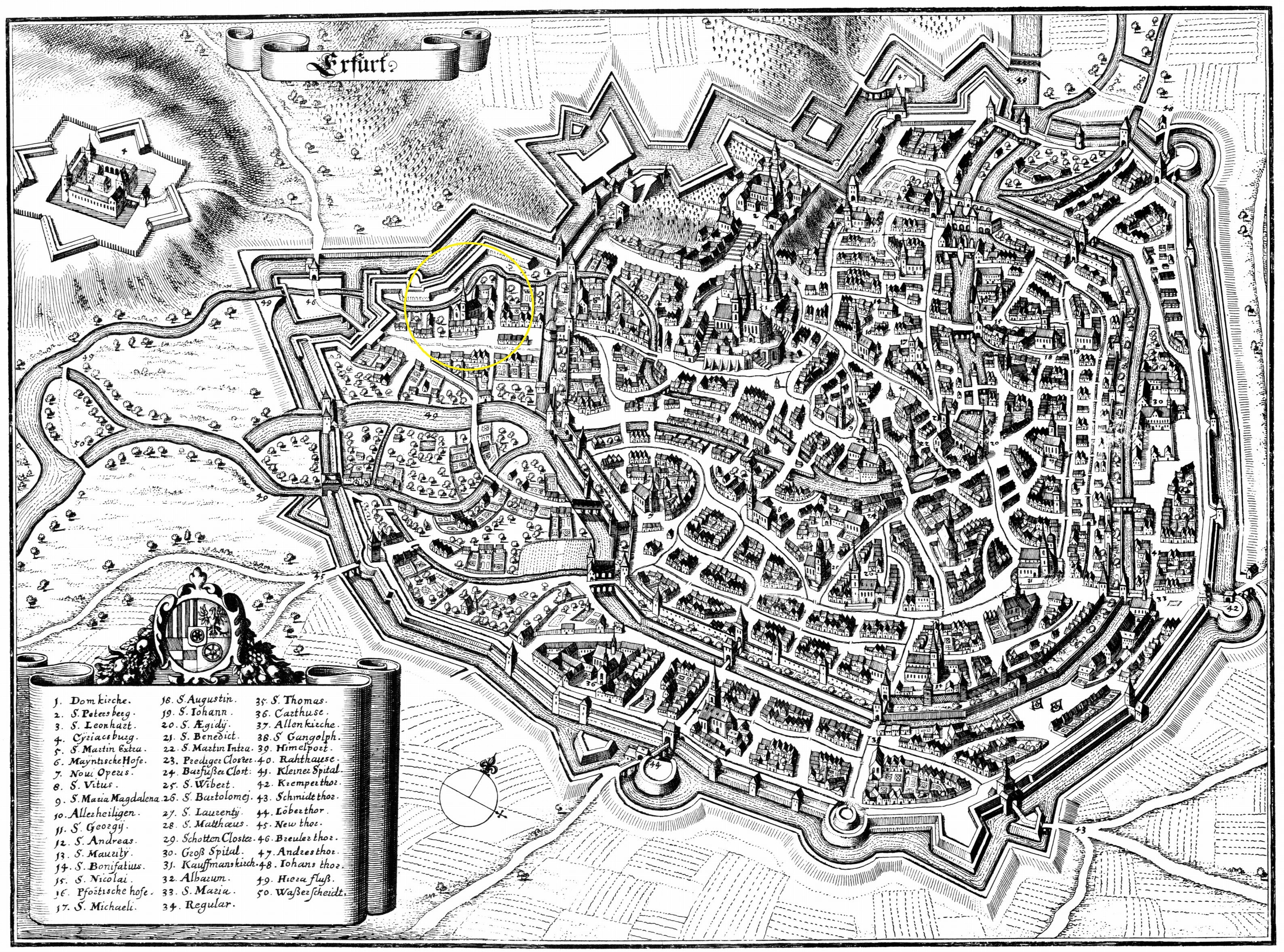
Erfurt 1650 (Merian) mit gelber Markierung des Zisterzienserinnenklosters St. Martini extra muros (Ziffer 5)

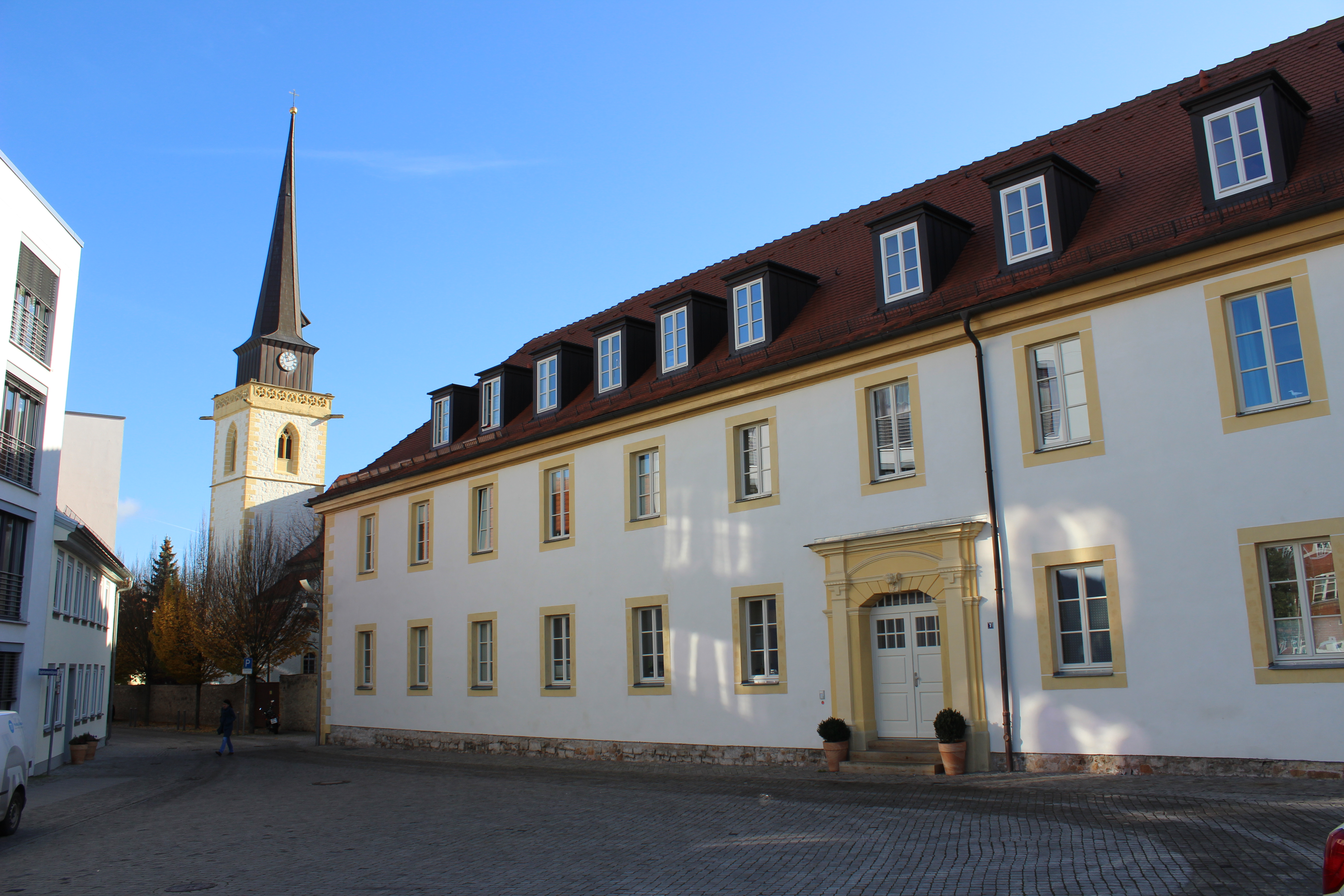
Nordflügel des Konventsgebäudes aus dem 18. Jahrhundert (Aufnahme 2017)

Das Martinskloster Erfurt (auch: Kloster Mariengarten) war von 1288 bis 1819 ein Kloster der Zisterzienserinnen im Osten des Stadtteils Brühlervorstadt der Stadt Erfurt in Thüringen.

## Geschichte
Innerhalb der Stadtmauer von Erfurt wurde 1288 das Nonnenkloster Mariengarten gestiftet, das mit Nonnen des Klosters Berka besiedelt wurde. Zwischen 1303 und 1309 kam es zur Verlegung nach außerhalb der Stadtmauer an St. Martini im Brühl (heute in der Brühlervorstadt). Das Kloster wurde seitdem Martinskloster genannt.
Das vierflügelige zweigeschossige Klausurgebäude an der Westseite der Kirche ist um einen quadratischen Hof herum erbaut und wie die Kirche gotischen Ursprungs. Es wurde 1726 bis 1736 grundlegend umgebaut. Aus dieser Zeit stammt die barocke Sandsteinskulptur der Maria mit Kind an der Südostecke.
1802/1803 fiel das Kloster an das Königreich Preußen. Durch Kabinettsorder des Königs Friedrich Wilhelm III. vom 19. Oktober 1818 und 11. März 1819 wurde es säkularisiert, wobei sein Vermögen „zum Besten der Kirchen im Erfurtschen und im Eichsfeld“ verwendet" werden sollte. Die bisher hier lebenden Zisterzienserinnen mussten das Kloster verlassen. 1819–20 erfolgte schließlich ein Umbau des ehemaligen Klausurgebäudes als preußische Kaserne, die danach Martinskaserne genannt wurde. Sie wurde zwischen 1822 und 1825 wurde durch einen ca. doppelt so großen Neubau im ehemaligen Klostergarten, der bis an den Breitstrom reichte, erweitert.
Nach 1918 wurde das Klostergebäude zu Wohnzwecken genutzt und ca. 2004 als Wohnhaus umgebaut. Die Martinskaserne wurde zur gleichen Zeit abgebrochen.

### Handbuchliteratur
- Gereon Christoph Maria Becking: Zisterzienserklöster in Europa, Kartensammlung. Lukas Verlag, Berlin 2000, ISBN 3-931836-44-4, S. 54 B.
- Bernard Peugniez: Guide Routier de l’Europe Cistercienne. Editions du Signe, Straßburg 2012, S. 499.
- Peter Pfister: Klosterführer aller Zisterzienserklöster im deutschsprachigen Raum. 2. Auflage, Kunstverlag Josef Fink, Lindenberg 1998, S. 492–493.